# Barichneumon microcerus
Barichneumon microcerus är en stekelart som först beskrevs av Johann Ludwig Christian Gravenhorst 1829.  Barichneumon microcerus ingår i släktet Barichneumon och familjen brokparasitsteklar. Inga underarter finns listade.